# Diocèse de Sheffield
Le diocèse de Sheffield est un diocèse anglican de la province d'York qui s'étend sur la majeure partie du Yorkshire du Sud et sur quelques paroisses des comtés environnants. Son siège est la cathédrale de Sheffield.
Il est créé en 1914 à partir du diocèse d'York.
Le diocèse se divise en deux archidiaconés :
- Sheffield & Rotherham,
- Doncaster.

Un évêque suffragant en relève également : l'évêque de Doncaster (en).